# Eurepella tumbiumbia
Eurepella tumbiumbia är en insektsart som beskrevs av Otte, D. och R.D. Alexander 1983. Eurepella tumbiumbia ingår i släktet Eurepella och familjen syrsor. Inga underarter finns listade i Catalogue of Life.